# Südtirol-Marathon
Der Südtirol-Marathon war ein Marathon in Südtirol von 1993 bis 2010. 1993 wurde er erstmals als Halbmarathon ausgetragen, im Jahr darauf kam auch die Volldistanz ins Programm. Seit 2010 wird auch ein 10-km-Lauf angeboten. Bis 2009 fand die Veranstaltung auf einer 21,1-km-Runde bei Neumarkt statt, mit Ausnahme der Jahre 2001 und 2002, als sie nach Bozen verlegt wurde.
2010 wurde durch das Etschtal von Meran nach Bozen gelaufen. Die Strecke führte nun vom Thermenplatz in Meran über die Marlinger Brücke nach Tscherms. Von dort lief man über Lana, Burgstall, Gargazon und Vilpian nach Terlan, wo die Hälfte der Strecke bewältigt war. Weiter ging es über Siebeneich zur Stadtgrenze von Bozen, die nach 30 km erreicht wurde. Das letzte Viertel verlief auf einer Schleife durch Bozen, bei der das Zentrum durchquert wurde. Das Ziel befand sich auf der Messe Bozen. Bergauf waren 439 Höhenmeter und bergab 512 Höhenmeter zu bewältigen.
Der Halbmarathon begann in Terlan und führte nach einer Dorfrunde von 3 km auf der zweiten Hälfte des Marathonkurses von Terlan zur Messe Bozen. Der 10-km-Lauf wurde auf dem Waltherplatz gestartet. Die ersten drei Kilometer bestanden aus zwei Runden im Zentrum von Bozen; danach mündete der Kurs in die Marathonstrecke ein.

## Statistik

### Streckenrekorde
Marathon
- Männer: 2:12:12 h, Julius Kirwa Choge (KEN), 2008
- Frauen: 2:35:55 h, Karina Szymańska (POL), 2001

Halbmarathon
- Männer: 1:02:52 h, Joseph Kariuki (KEN), 1994
- Frauen: 1:13:06 h, Iness Chepkesis Chenonge (KEN), 2001

### Siegerlisten
Quellen: Website des Veranstalters, German Road Races ARRS

#### Marathon
| Datum         | Männer                                 | Nation            | Zeit    | Frauen                   | Nation      | Zeit    |
| ------------- | -------------------------------------- | ----------------- | ------- | ------------------------ | ----------- | ------- |
| 3. Okt. 2010  | Silas Rutto                            | Kenia             | 2:17:05 | Federica Ballarini       | Italien     | 2:48:45 |
| 4. Okt. 2009  | Giovanni Gualdi                        | Italien           | 2:16:23 | Irene Psaier             | Italien     | 3:07:10 |
| 5. Okt. 2008  | Julius Kirwa Choge -2-                 | Kenia             | 2:12:12 | Edith Niederfriniger -3- | Italien     | 2:50:24 |
| 7. Okt. 2007  | Julius Kirwa Choge                     | Kenia             | 2:14:08 | Monika Schüßler-Kafka    | Deutschland | 2:56:48 |
| 8. Okt. 2006  | Philemon Kipkering Metto               | Kenia             | 2:16:27 | Julija Ruban             | Ukraine     | 2:43:40 |
| 9. Okt. 2005  | Reinhard Harrasser -2-                 | Italien           | 2:26:19 | Edith Niederfriniger -2- | Italien     | 2:49:12 |
| 4. Apr. 2004  | Hermann Achmüller & Reinhard Harrasser | Italien & Italien | 2:19:27 | Edith Niederfriniger     | Italien     | 2:47:39 |
| 6. Apr. 2003  | Joseph Mutunga Mbithi                  | Kenia             | 2:17:32 | Francesca Zanusso        | Italien     | 2:47:40 |
| 1. Apr. 2002  | Paul Tangus -2-                        | Kenia             | 2:15:20 | Larissa Malikowa         | Russland    | 2:39:48 |
| 8. Apr. 2001  | Gideon Talam                           | Kenia             | 2:14:07 | Karina Szymańska -2-     | Polen       | 2:35:55 |
| 2. Apr. 2000  | David Kirui Kiptoo                     | Kenia             | 2:12:25 | Karina Szymańska         | Polen       | 2:36:44 |
| 5. Apr. 1999  | Paul Tangus                            | Kenia             | 2:14:21 | Halyna Schuljewa -2-     | Ukraine     | 2:38:22 |
| 13. Apr. 1998 | Bernard Boiyo -2-                      | Kenia             | 2:15:02 | Halyna Schuljewa         | Ukraine     | 2:37:39 |
| 21. Sep. 1997 | Bernard Boiyo                          | Kenia             | 2:16:58 | Alessandra Colautti      | Italien     | 2:59:23 |
| 22. Sep. 1996 | Jacob Losian                           | Kenia             | 2:17:47 | Luisa Casagrande         | Italien     | 3:03:43 |
| 17. Sep. 1995 | Andrew Masai                           | Kenia             | 2:18:01 | Praskowja Grigorenko     | Belarus     | 2:51:40 |
| 18. Sep. 1994 | Barnabas Korir                         | Kenia             | 2:17:18 | Franca Fiacconi          | Italien     | 2:38:08 |

#### Halbmarathon
| Jahr | Männer                | Nation   | Zeit              | Frauen                   | Nation   | Zeit              |
| ---- | --------------------- | -------- | ----------------- | ------------------------ | -------- | ----------------- |
| 2010 | Saïd Boudalia -2-     | Marokko  | 1:06:49           | Gertraud Höllrigl        | Italien  | 1:23:27           |
| 2009 | Saïd Boudalia         | Marokko  | 1:06:44           | Dorcus Inzikuru          | Uganda   | 1:16:07           |
| 2008 | David Cherono Toniok  | Kenia    | 1:03:28           | Sabine Fischer           | Schweiz  | 1:13:27           |
| 2007 | Eric Chirchir         | Kenia    | 1:02:58           | Simona Viola             | Italien  | 1:16:28           |
| 2006 | Luigi La Bella        | Italien  | 1:07:38           | Federica Dal Ri          | Italien  | 1:23:28           |
| 2005 | Josef Aichner         | Italien  | 1:14:21           | Monica Carlin            | Italien  | 1:23:27           |
| 2004 | Rachid Jarmouni       | Marokko  | 1:08:41           | Christina Teissl         | Italien  | 1:19:54           |
| 2003 | Samson Kirwa Tuiyange | Kenia    | 1:29:20 (1:09:54) | Edith Niederfriniger     | Italien  | 1:46:19 (1:22:48) |
| 2002 | Christian Leuprecht   | Italien  | 1:06:45           | Claudia Rizzo            | Italien  | 1:17:24           |
| 2001 | Paul Kangogo Kanda    | Kenia    | 1:03:40           | Iness Chepkesis Chenonge | Kenia    | 1:13:06           |
| 2000 | Godfrey Nyombi        | Uganda   | 1:05:50           | Mirella Gastaldo         | Italien  | 1:19:51           |
| 1999 | Salaho Ngadi          | Tansania | 1:03:38           | Natalja Solominskaja     | Russland | 1:16:11           |
| 1998 | Willi Innerhofer      | Italien  | 1:06:17           | Lisa Desiderà            | Italien  | 1:20:38           |
| 1997 | James Tanui           | Kenia    | 1:04:36           | Silvana Trampuz          | Italien  | 1:16:57           |
| 1996 | Cristiano Simoni      | Italien  | 1:08:42           | Caterina Mazzalai        | Italien  | 1:27:10           |
| 1995 | Richard Meto          | Kenia    | 1:04:31           | Rosanna Munerotto        | Italien  | 1:14:20           |
| 1994 | Joseph Kariuki        | Kenia    | 1:02:52           | Anastassija Dantschinowa | Russland | 1:17:04           |
| 1993 | Barnabas Katui        | Kenia    | 1:05:35           | Christine Leitner        | Italien  | 1:36:03           |